# Palazzo d'Ottobre
Il Palazzo d'Ottobre (in ucraino Жовтневий палац?) è un centro culturale a Kiev, in Ucraina. È ufficialmente conosciuto come Centro Internazionale di Cultura e Arti (in ucraino Міжнародний центр культури і мистецтв?) della Federazione sindacale dell'Ucraina, ma per brevità vien chiamato Palazzo d'Ottobre.

## Storia
L'edificio fu costruito tra il 1838 e il 1842 su progetto dell'architetto Vikentij Beretti come un "Istituto delle Nobili Fanciulle" russo (in russo Институт благородных девиц?), e per questo motivo la strada in cui si trovava fu denominata Instytutska Street. Berretti non riuscì a vedere l'opera compiuta, perché morì poco prima prima; i lavori infatti furono terminati sotto la guida di suo figlio Alexander. Dopo la rivoluzione, l'edificio fu utilizzato dal governo per varie circostanze, incluso come alloggio per la Ceka di Kiev (in seguito nota come KGB).
Quasi completamente distrutto durante la seconda guerra mondiale, l'edificio fu ristrutturato tra il 1952 e il 1959, sotto la guida di Alexey Zavarov e fu denominato Palazzo della Cultura d'Ottobre, utilizzato principalmente come palcoscenico per concerti. Anche la strada fu ribattezzata via Rivoluzione d'Ottobre.
Dopo la caduta dell'Unione Sovietica, fu infine ribattezzato con il nome attuale. Il palazzo per tutto questo tempo è rimasto il vero centro della capitale spirituale dell'Ucraina. Il patrimonio unico della biblioteca ammonta a oltre 70.000 volumi. Ci sono stati vari eventi con la partecipazione di scrittori famosi, compositori, diplomatici, politici, membri del parlamento e altri personaggi pubblici; essi hanno contribuito nel tempo alla rinascita spirituale dell'Ucraina, ispirando le persone e conferendo al centro un'ardente creatività. Le sale luminose e spaziose del foyer del Centro sono in grado di ospitare mostre, riuscendo a sottolinearne i punti di forza. Il Centro ha ospitato inoltre diverse mostre: quelle di pittura, fotografia, beni di consumo, tecnologia e così via. Le capacità del Centro spaziano da feste familiari intime o celebrazioni di anniversario un po' più grandi a grandi conferenze, simposi, seminari e congressi internazionali.
Durante le proteste dell'Euromaidan del 2013-2014 a Kiev, il Palazzo d'Ottobre fu teatro di violenti scontri tra la polizia e i manifestanti.
Nel 2018 il complesso rock britannico Bring Me The Horizon ha girato qui il video musicale per la canzone "Mantra".
L'edificio è stato anche la sede di un importante centro di formazione di ginnastica ritmica, la Scuola Deriugina, fino al 2020, anno in cui sono stati sfrattati a causa di un cedimento strutturale del palazzo.

## Prigione di esecuzione NKVD
A partire dal 1934 divenne la sede dell'NKVD; negli scantinati furono allestite delle celle per prigionieri politici e stanze delle torture e sparatorie. In quei locali vennero uccise e torturate centinaia di persone, tra cui famosi scrittori, artisti, attori, medici, avvocati e militari.

## Ensemble
- Orchestra nazionale di strumenti popolari
- Orchestra jazz "Muzychna laboratoria" (Laboratorio musicale)
- Complesso nazionale di danza popolare "Horlytsia"
- Studi lirici nazionali
- Ensemble nazionale di balletto classico "Prosvit"
- Complesso per bambini di balletto classico "Etyud"
- Complesso di canti popolari per bambini "Spivanochka"